# Ґрабово (Маковський повіт)
Ґрабово (пол. Grabowo) — село в Польщі, у гміні Красносельц Маковського повіту Мазовецького воєводства.
Населення — 157 осіб (2011).
У 1975-1998 роках село належало до Остроленцького воєводства.

## Демографія
Демографічна структура станом на 31 березня 2011 року:
|          | Загалом | Допрацездатний вік | Працездатний вік | Постпрацездатний вік |
| -------- | ------- | ------------------ | ---------------- | -------------------- |
| Чоловіки | 84      | 19                 | 49               | 16                   |
| Жінки    | 73      | 12                 | 42               | 19                   |
| Разом    | 157     | 31                 | 91               | 35                   |